# Luohe Shuiku
Luohe Shuiku är en reservoar i Kina. Den ligger i provinsen Hubei, i den centrala delen av landet, omkring 160 kilometer nordväst om provinshuvudstaden Wuhan. Luohe Shuiku ligger 139 meter över havet. I omgivningarna runt Luohe Shuiku växer huvudsakligen savannskog.
Genomsnittlig årsnederbörd är 1 128 millimeter. Den regnigaste månaden är september, med i genomsnitt 179 mm nederbörd, och den torraste är december, med 10 mm nederbörd.